# Пленум ЦК КПСС
Пле́нум Центра́льного комите́та Коммунисти́ческой па́ртии Сове́тского Сою́за, Пле́нум ЦК КПСС (лат. plenum «полное») — пленарное заседание членов и кандидатов в члены Центрального комитета Коммунистической партии Советского Союза, высшего партийного органа СССР, проходящее в период между съездами КПСС. На пленуме обсуждались наиболее важные вопросы внутрипартийной работы, политические и экономические проблемы.
Согласно Уставу КПСС, утверждённому XXIV съездом КПСС в 1971 году, ЦК должен был проводить не менее одного пленарного заседания за полугодие (аналогично — согласно и позднейшему Уставу, утверждённому на XXVII съезде). Кандидаты в члены ЦК присутствовали на заседаниях с правом совещательного голоса. На первом пленуме ЦК после очередного партийного съезда проходили выборы Генерального секретаря ЦК КПСС, Политбюро ЦК КПСС и Секретариата ЦК КПСС.

## Основные пленумы ЦК КПСС
Пленумы ЦК КПСС, оставившие значительный след в истории СССР:
- Пленум 25 марта 1919 года — первый Пленум ЦК
- Пленум 29 ноября 1919 года — на пленуме был рассмотрен вопрос об Уставе РКП(б) и о созыве VIII Всероссийской партийной конференции[2].

### 1920-е
- Пленум 3 апреля 1922 года — И. В. Сталин избирается генеральным секретарём ЦК.

### 1930-е
- Июльский Пленум ЦК ВКП(б) 13 июля 1930 года выбрал состав Политбюро ЦК, Оргбюро ЦК и Секретариата ЦК.
- Февральский Пленум ЦК ВКП(б) 10 февраля 1934 года выбрал состав Политбюро ЦК, Оргбюро ЦК и Секретариата ЦК.
- Ноябрьский Пленум ЦК ВКП(б) 26 ноября 1934 года принял резолюцию «Об отмене карточной системы по хлебу и некоторым другим продуктам».
- Февральско-мартовский Пленум 1937 года (23.02.1937 — 05.03.1937) после письма Р. И. Эйхе в Политбюро ЦК КПСС возвестил начало «Большого террора».[источник не указан 935 дней]
- Мартовский Пленум ЦК ВКП(б) 22 марта 1939 года выбрал состав Политбюро ЦК, Оргбюро ЦК и Секретариата ЦК.

### 1940-е
- Майский Пленум ЦК ВКП(б) 5 мая 1941 года утвердил постановление Политбюро ЦК о назначении И. В. Сталина Председателем Совета Народных Комиссаров СССР, назначении В. М. Молотова заместителем Председателя СНК СССР и А. А. Жданова — заместителем И. В. Сталина по Секретариату ЦК.
- Январский Пленум ЦК ВКП(б) 27 января 1944 года одобрил введение нового государственного гимна СССР.
- Мартовский Пленум ЦК ВКП(б) 18 марта 1946 года избрал новый состав Оргбюро ЦК.

### 1950-е
- Октябрьский Пленум ЦК КПСС 16 октября 1952 года сформировал Президиум ЦК КПСС, Бюро Президиума ЦК КПСС, Секретариат ЦК КПСС и выбрал их состав[3][4][5]
- Мартовский Пленум 1953 года (5 марта) сформировал новое руководство страны и партии в последний день[6] находящегося при смерти И. В. Сталина.
- Июльский Пленум 1953 года (2-7 июля) принял постановление «О преступных антипартийных и антигосударственных действиях Берия Л. П.»[7].
- Сентябрьский Пленум 1953 года (3-7 сентября) заслушал доклад «О мерах дальнейшего развития сельского хозяйства в СССР»[8]. Н. С. Хрущёв избирается Первым секретарём ЦК[9].
- Февральско-мартовский Пленум ЦК КПСС 23 февраля-2 марта 1954 года принял постановление «О дальнейшем увеличении производства зерна в стране и об освоении целинных и залежных земель» (начало освоения целины)[10][11].
- Январский Пленум 1955 года подверг критике Г. М. Маленкова и выдвинул дальнейшие меры по развитию сельского хозяйства[12].
- Июльский Пленум 1955 года обсудил развитие советской промышленности и поддержал нормализацию отношений между СССР и Югославией[13].
- Февральский Пленум ЦК КПСС 27 февраля 1956 года выбрал состав Президиума ЦК и Секретариата ЦК[14].
- Июньский Пленум 1957 года (22-29 июня) вывел из состава Президиума ЦК и ЦК В. М. Молотова, Л. М. Кагановича и Г. М. Маленкова, из состава кандидатов в члены Президиума — Д. Т. Шепилова (Антипартийная группа)[15].
- Октябрьский Пленум 1957 года (28-29 октября) сместил Г. К. Жукова с занимаемых им постов[16].
- Майский Пленум 1958 года разработал программу ускоренного развития химической промышленности в СССР.

### 1960-е
- Октябрьский Пленум ЦК 31 октября 1961 года выбрал состав Президиума ЦК и Секретариата ЦК[17].
- Ноябрьский Пленум 1962 года (19—23 ноября) принял решение «О развитии экономики СССР и перестройке партийного руководства народным хозяйством», предусматривавшее разделение всех парторганизаций на промышленные и сельские[18][19]. 16 ноября 1964 очередной Пленум ЦК принял постановление об их обратном объединении[20].
- Октябрьский Пленум 1964 года (14 октября) освободил Н. С. Хрущёва от обязанностей Первого секретаря ЦК КПСС[21] и председателя Совета Министров СССР и признал нецелесообразным впредь совмещать эти две должности. Первым секретарём ЦК был избран Л. И. Брежнев[21], на пост Председателя Совета Министров СССР рекомендован (и позже назначен) А. Н. Косыгин.
- Мартовский пленум 1965 года (24—26 марта). Пленум ЦК КПСС обосновал необходимость нового курса аграрной политики. Постановление «О неотложных мерах по дальнейшему подъёму развития сельского хозяйства»[22].
- Сентябрьский Пленум 1965 года (27—29 сентября) принял план экономической реформы в СССР[23].
- Апрельский Пленум 1966 года (29 марта — 8 апреля) ЦК КПСС 8 апреля 1966 года выбрал состав Политбюро ЦК и Секретариата ЦК[24][21].
- Майский пленум 25-27 мая 1966 года принял программу обновления земель, приведший к широкомасштабному мелиоративному строительству в СССР[25][26].

### 1970-е
- Апрельский Пленум ЦК КПСС 9 апреля 1971 года выбрал состав Политбюро ЦК[27] и Секретариата ЦК.
- Мартовский Пленум ЦК КПСС 5 марта 1976 года выбрал состав Политбюро ЦК[28] и Секретариата ЦК[29].
- Майский Пленум ЦК КПСС 24 мая 1977 года принял постановления «О проекте Конституции СССР» и его всенародном обсуждении и «О Государственном гимне Советского Союза»[30]. Л. И. Брежнев утверждён Председателем Президиума Верховного Совета СССР.
- Октябрьский Пленум ЦК КПСС 3 октября 1977 года принял постановление «О проекте Конституции (Основного Закона) СССР и итогах его всенародного обсуждения»[31].

### 1980-е
- Мартовский Пленум ЦК КПСС 3 марта 1981 года выбрал состав Политбюро ЦК и Секретариата ЦК[32].
- Майский Пленум 1982 года (24 мая) принял Продовольственную Программу СССР[33] и избрал секретарём ЦК КПСС по идеологии Ю. В. Андропова.
- Ноябрьский Пленум 1982 года (12 ноября) избрал Генеральным секретарём ЦК Ю. В. Андропова.
- Февральский Пленум 1984 года (13 февраля) избрал Генеральным секретарём ЦК К. У. Черненко.
- Мартовский Пленум 1985 года (13 марта) избрал Генеральным секретарём ЦК М. С. Горбачёва[34][35].
- Апрельский Пленум 1985 года (23 апреля) — полноправными членами Политбюро ЦК КПСС стали секретари ЦК КПСС Е. К. Лигачёв и Н. И. Рыжков, а также председатель КГБ СССР В. М. Чебриков, кандидатами в члены политбюро — министр обороны С. Л. Соколов и секретарь ЦК КПСС по аграрным вопросам В. П. Никонов; Горбачёв сообщил о планах разнообразных широких реформ, направленных на всестороннее обновление общества, краеугольным камнем которых было названо «ускорение социально-экономического развития страны»[36][37][38].
- Мартовский Пленум ЦК КПСС 6 марта 1986 года выбрал состав Политбюро ЦК и Секретариата ЦК, а также Генерального секретаря ЦК (М. С. Горбачёв) и Председателя комитета партийного контроля при ЦК (М. С. Соломенцев)[39].
- Январский Пленум 1987 года (27-28 января) — после принятого постановления «О перестройке и кадровой политике партии» в СССР были развёрнуты полномасштабные реформы во всех сферах жизни общества[40][41].
- Июньский Пленум 25-26 июня 1987 года конкретизировал задачи по «коренной перестройке управления экономикой»[42] и избрал членами политбюро В. П. Никонова, Н. Н. Слюнькова, А. Н. Яковлева[43]; 26 июня на Пленуме было принято решение о созыве 28 июня 1988 года XIX Всесоюзной конференции КПСС[44].
- Октябрьский Пленум 1987 года (21 октября) — выступление Б. Н. Ельцина с критикой медленных темпов Перестройки и заявлением о зарождении «культа личности» М. С. Горбачёва.
- Февральский Пленум 1988 года (17-18 февраля) — положил начало реформированию советского образования на демократических основах[45].
- Ноябрьский Пленум 1988 года (28 ноября) — принял постановления о политической реформе в СССР и выборах народных депутатов СССР на альтернативной основе[46].
- Мартовский Пленум 1989 года (15-16 марта) — избрал 100 народных депутатов СССР от КПСС[47]. Все они были приглашены на заседание Пленума[48].
- Апрельский Пленум 1989 года (25 апреля) — большие кадровые перемены в руководстве: отставка (по причине возраста) 74 членов ЦК, 24 кандидатов в члены ЦК и 12 членов Центральной ревизионной комиссии и перевод из кандидатов в члены ЦК 24 человек[49].
- Сентябрьский Пленум 1989 года (19—20 сентября) — большие кадровые перемены в высшем руководстве: освобождены от обязанностей члены политбюро В. П. Никонов, В. М. Чебриков, В. В. Щербицкий, кандидаты в члены политбюро Ю. Ф. Соловьёв и Н. В. Талызин, секретари ЦК А. П. Бирюкова, А. Ф. Добрынин, В. И. Долгих и А. И. Лукьянов. Членами политбюро ЦК стали председатель КГБ В. А. Крючков и 1-й заместитель председателя Совета министров СССР Ю. Д. Маслюков, кандидатами в члены политбюро — Е. М. Примаков и глава МВД Б. К. Пуго. Секретарями ЦК избраны Е. С. Строев, Ю. А. Манаенков, Г. И. Усманов, А. Н. Гиренко[50].
- Декабрьский Пленум 1989 года (9 декабря) — принято постановление «Об образовании Российского бюро ЦК КПСС»[51].

### 1990-е
- Мартовский Пленум 1990 года (11, 14, 16 марта) — выдвинул М. С. Горбачёва кандидатом в Президенты СССР для избрания на Съезде народных депутатов СССР и рассмотрел сроки созыва последнего, XXVIII съезда КПСС.
- Июльский Пленум 1990 года (13-14 июля) — организационный Пленум по окончании XXVIII съезда КПСС. Избрано новое политбюро в составе 24 человек, включая всех глав компартий союзных республик СССР, Секретариат ЦК, Генеральный секретарь ЦК (М. С. Горбачёв) и Заместитель Генерального секретаря ЦК В. А. Ивашко. В Политбюро не вошел ни один из его прежних членов за исключением М, С. Горбачева и В. А. Ивашко.
- Июльский Пленум 1991 года (25-26 июля) — последний Пленум ЦК КПСС перед запретом партии 6 ноября того же года. Принято решение о проекте новой Программы КПСС и созыве внеочередного XXIX съезда КПСС в ноябре 1991 года.